# Зажигание (фильм)
«Зажигание» (исп. Combustión) — испанский криминальный боевик режиссёра Даниэля Кальпарсоро, премьера которого состоялась 21 апреля 2013 года на 16-м фестивале испанского кино в Малаге. В России фильм вышел 25 июля 2013 года.  Саундтрек написал композитор Карлос Джин.

## Сюжет
В испанской столице, банда грабителей использует привлекательную женщину в качестве приманки для ограблений. После ещё одного – последнего – дела, они собираются уйти на покой. Гангстерское трио планирует ограбить ювелирный магазин Джулии, который она унаследовала от родителей. Она только что обручилась с Микелем, бывшим гонщиком.
Для достижения своей цели они полагаются на очарование Ари, которая теперь пытается сблизиться с Микелем. На вечеринке в честь его обручения с Джулией, они знакомятся и проводят вместе ночь. С помощью Ари, он попадает в мир мошенничества, предательств и нелегальных автомобильных гонок.
Вскоре Микель понимает, что Ари и её парень Навас используют его только для того, чтобы собрать как больше информации и осуществить своё следующее дело.

## В ролях
- Адриана Угарте — Ари
- Алекс Гонсалес — Микель
- Альберто Амманн — Навас
- Кристиан Мулас — Нано
- Мария Кастро — Джулия
- Хуан Пабло Шук — Аргентинец
- Луис Заера — Следователь

## Награды
Фильм был номинирован на Малагском кинофестивале, в категории «Лучшая картина».
В 2014 последовала номинация на кинофестивале ASECAN, в категории «Лучший монтаж».

## Реакция публики
Фильм получил в основном смешанные отзывы от кинокритиков. 

## Примечание
1. ↑  Дата выхода фильма Зажигание imdb. Дата обращения: 19 февраля 2019. Архивировано 4 сентября 2013 года.
2. ↑  Зажигание Архивная копия от 20 апреля 2021 на Wayback Machine на Rotten Tomatoes